# 함제홍
함제홍(咸濟弘, 생몰년 미상)은 근세 조선(헌종-철종)의 국악사이자 단소의 명인으로, 자는 경현(景賢), 본관은 양근(楊根：楊平)이다.
아버지 함윤옥(咸潤玉)이 순조 때 강원도 간성(杆城)에서 서울로 올라와서 장악원 악사가 되자 그의 집안에서는 많은 국악의 명인이 나왔다. 함제홍은 단소와 젓대로, 아들 함재운(咸在韻)은 거문고로, 아들 함재영은 젓대로, 손자 함화진(咸和鎭)은 거문고 및 이론 행정가로 이름을 날렸다.
함제홍은 1846년에 가전악이 되고, 1852년에 전악이 되었다는 기록이 남아 있다. 장악원 악사로 있으면서 단소와 젓대를 잘 불었고, 단소에 있어서는 신기(神技)에 들어가서 세상에 못내는 소리가 없었다. 별명이 함소(咸簫)라 하여 후대에까지 이름이 전한다.